# Vexilloid

Vexillum của Đế quốc La Mã, được bao bọc bởi S · P · Q · R (senātus populusque Rōmānus), "thượng viện và người dân Rome"

Một vexilloid là bất kỳ đối tượng nào giống như lá cờ (vexillary) được sử dụng bởi các quốc gia, tổ chức hoặc cá nhân như một hình thức đại diện khác ngoài cờ. Nhà nghiên cứu vexilloid người Mỹ Whitney Smith đã đặt ra thuật ngữ vexilloid vào năm 1958, định nghĩa nó là:
An object which functions as a flag but differs from it in some respect, usually appearance. Vexilloids are characteristic of traditional societies and often consist of a staff with an emblem, such as a carved animal, at the top.

Điều này bao gồm vexilla, banderoles, pennons, streamer, standard và gonfalons. Các vexilloids-thử nghiệm nguyên thủy đầu tiên có thể đơn giản chỉ là những mảnh vải nhúng trong máu của kẻ thù bị đánh bại trong thời kỳ tiền sử, và tiền thân của tất cả các vexilloids và cờ sau này.
Việc sử dụng cờ thay thế việc sử dụng vexilloids cho các mục đích chung trong thời kỳ trung cổ muộn khoảng từ năm 1100 đến khoảng 1400. Tuy nhiên, vexilloids vẫn được sử dụng cho các mục đích chuyên biệt, chẳng hạn như đối với một số đơn vị quân đội hoặc để tượng trưng cho các tổ chức khác nhau như tổ chức huynh đệ trong các cuộc diễu hành trên đường phố.

Các vexilloid của Cyrus Đại đế, Hoàng đế của Đế chế Achaemenid

- Đế chế Achaemenid đã sử dụng một con chim ưng cách điệu trên vexilloid của nó, như hình bên phải.

Mặt trời Vergina được in trên vexilloid của Đế chế Macedonia của Alexander Đại đế.

- Các vexilloid của Đế chế Macedonia của Alexander Đại đế in hình Mặt trời Vergina, như ở bên phải.

Minh họa Luân xa Ashoka, được mô tả trên Quốc kỳ Cộng hòa Ấn Độ

- Biểu tượng của Đế chế Mauryan là Luân xa Ashoka.

The Carthaginian Standard

- Các vexilloid của Ancient Carthage gồm một ngọn giáo với một cái đĩa và hình lưỡi liềm chỉ lên trên, tượng trưng cho thần Baal (mặt trời = đĩa) và nữ thần Tanit (mặt trăng = lưỡi liềm).[3]

- The vexillum of Ancient Rome, shown at the top right of this article, displayed the slogan S·P·Q·R (senātus populusque Rōmānus), "The Roman Senate and People," in gold on a field of crimson[cần dẫn nguồn].
- Đế chế Sassanian, được gọi là Eran Shahr (Đế quốc Aryan) ở Trung Ba Tư,[4] sử dụng một biểu tượng tương tự như mặt trời trên vexilloid của nó, được gọi là Derafsh Kaviani.[5][6]

## Đế chế thời trung cổ

Biểu tượng của triều đại Palaiologos và Đế quốc Byzantine

- Đế quốc Byzantine bắt đầu sử dụng đại bàng hai đầu làm biểu tượng sau năm 1057 TCN. Phiên bản hiển thị bên phải là phiên bản được sử dụng bởi triều đại Palaiologos.

- Tugh của các dân tộc Trung Á và Thổ Nhĩ Kỳ thời kỳ tiền-Ottoman và Ottoman.
- Các vexilloid của Đế chế Mông Cổ, vexilloid duy nhất của một đế chế được thiết kế ba chiều chứ không phải chủ yếu là một bề mặt phẳng, "Yöson Khölt tsagaan tug" (tiếng Mông Cổ: Есөн хөлт цагаан туг) hoặc " Nine Base White Banners ", bao gồm 9 cột cờ được trang trí với 9 sợi lông đuôi ngựa màu trắng treo trên bề mặt tròn với hình ngọn lửa hoặc hình cây đinh ba trên đỉnh ở giữa. Cờ chiến tranh của Đế quốc Mông Cổ giống như biểu ngữ bên phải, ngoại trừ đuôi ngựa có màu đen thay vì màu trắng vì chúng được cắt từ ngựa đen thay vì ngựa trắng.

## Đế chế hiện đại

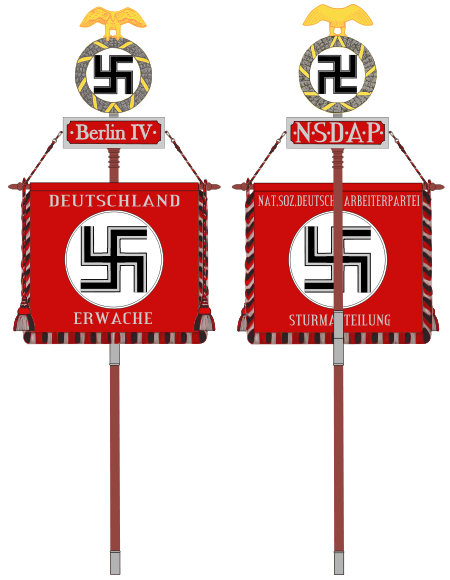
Tiêu chuẩn của NSDAP cho Berlin với phương châm "Tiếng Đức Erwache" được thêu trên đó.

- Ở Đức Quốc xã (còn được gọi là Đệ tam Quốc xã) Schutzstaffel đã sử dụng vexilloids mà họ diễu hành trong các cuộc diễu hành trên đường phố và tại các cuộc biểu tình ở Nieders. Những vexilloids này có đỉnh đầu là một con đại bàng và một hình chữ vạn.

## Giới thiệu
1. ↑  Vexilloids.
2. ↑  Smith, Whitney (1975). Flags through the ages and across the world. New York: McGraw-Hill. ISBN 9780070590939. OCLC 1324552.
3. ↑  Vexilloid of the Carthaginian Empire:
4. ↑  Wiesehofer, Joseph Ancient Persia New York:1996 I.B. Tauris
5. ↑  Website honoring Dr. Kourosh Aryamanesh—Depicts images of the Derafsh Kaviani:
6. ↑  Image of the Derafsh Kaviani: